# Mustafa Mkulo

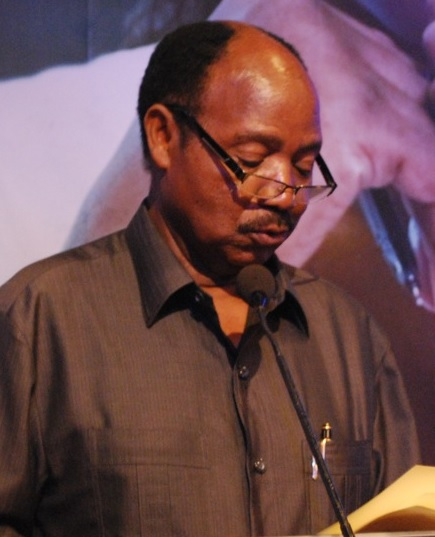
Mustafa Mkulo (2010)

Mustafa Haidi Makunganya Mkulo (* 26. September 1946; † 3. Mai 2024) war ein tansanischer Politiker der Chama Cha Mapinduzi (CCM), der unter anderem zwischen 2008 und 2012 Finanzminister war.

## Leben
Mkulo besuchte von 1956 bis 1960 die Rudewa Primary School sowie danach zwischen 1961 und 1964 die Zombo Middle School, ehe er von 1965 bis 1970 seine Sekundarbildung an der Pugu Secondary School sowie als Privatschüler abschloss. Im Anschluss begann er ein Studium der Buchhaltung an der Strathmore University in Nairobi, das er 1973 mit einem Diplom abschloss. Danach war er von 1973 bis 1977 Mitarbeiter der Nationalen Entwicklungsgesellschaft NDC (National Development Corporation) und trat 1973 der damaligen Tanganyika African National Union (TANU) bei, die sich 1977 mit der Afro-Shirazi Party (ASP) zur Partei der Revolution CCM (Chama Cha Mapinduzi) vereinigte. Während dieser Zeit absolvierte er zwischen 1975 und 1977 ein Studium am South West London College, das er als Master und Vereidigter Buchhalter (Chartered Certified Accountant) abschloss. Danach war er zwischen 1978 und 1980 erst Finanzkontrolleur bei der NDC sowie anschließend von 1980 bis 1982 Direktor der Abteilung für Planung und Finanzen der NDC. 1982 schloss er eine Fortbildung für Buchhalter und Rechnungsprüfer am National Board of Accountants & Auditors mit einem Diplom ab. Nachdem er zwischen 1982 und 1985 Leiter der Schatzamtsabteilung des Finanzministeriums war, fungierte er zwischen 1985 und 1987 als Direktor der Operationsabteilung der National Development Corporation.
Danach wurde Mkulo 1987 Generaldirektor des Nationalfonds für soziale Sicherheit NSFF (National Social Security Fund) und übte diese Funktion bis 2000 aus. Im Anschluss absolvierte er ein postgraduales Studium im Fach Management an der Almeda University, welches er 2005 mit einem Master of Business Administration (MBA) beendete. 2005 wurde er für die CCM erstmals zum Mitglied der Nationalversammlung gewählt, in der er bis 2015 den Wahlkreis Kilosa vertrat. Er war vom 4. Februar 2006 bis zum 8. Februar 2008 Vizeminister für Finanzen. Am 13. Februar 2008 übernahm im Rahmen einer Regierungsneubildung im Kabinett von Premierminister Mizengo Pinda das Amt des Finanzministers von Zakia Meghji, nachdem das bisherige Finanzministerium mit dem bisherigen Ministerium für Planung und wirtschaftliche Stärkung zusammengelegt wurde. Im Rahmen dieser Regierungsbildung wurden Hussein Mwinyi Verteidigungsminister und Lawrence Masha Innenminister, während Bernard Membe Außenminister blieb. Das Amt des Finanzministers bekleidete er bis zu seiner Ablösung durch William Mgimwa am 7. Mai 2012 im Rahmen einer neuerlichen Kabinettsumbildung, in dessen Rahmen Shamsi Vuai Nahodha neuer Verteidigungsminister und Emmanuel Nchimbi neuer Innenminister wurden.

## Archivversion
1. ↑  Tansania: 7. Februar 2008
2. ↑  Tansania: 4. Mai 2012

| Personendaten    | Personendaten                                        |
| ---------------- | ---------------------------------------------------- |
| NAME             | Mkulo, Mustafa                                       |
| ALTERNATIVNAMEN  | Mkulo, Mustafa Haidi Makunganya (vollständiger Name) |
| KURZBESCHREIBUNG | tansanischer Politiker                               |
| GEBURTSDATUM     | 26. September 1946                                   |
| STERBEDATUM      | 3. Mai 2024                                          |